# Cignano
Cignano è una frazione del comune di Offlaga. È stato comune autonomo fino al 1928.

## Toponimo
Secondo il Mazza (1986), il toponimo deriverebbe da cinnianus, aggettivo del nome romano Cinno.

## Storia
Dall'Estimo Visconteo del 1385 risulta che il comune di Cignano apparteneva alla quadra di Pontevico. Nel 1416 un consorzio di agricoltori, comprendente anche il cignanese Pietro de Grillis, operò per la costruzione di una roggia irrigua, la Pola, detta anche Manerbia, che avrebbe coinvolto il territorio del comune cignanese.
Nel 1428 il comune giurò fedeltà alla Repubblica di Venezia, ottenendo in cambio delle esenzioni fiscali. Fu inserito quindi nella quadra di Manerbio.
Il 25 giugno 1441 fu teatro di uno scontro fra l'esercito del Ducato di Milano, attestato nel castello e guidato da Niccolò Piccinino, e le truppe della Repubblica di Venezia, comandate dal conte Francesco Sforza. Nel 1483 il paese fu occupato dalle forze congiunte di Milano e Napoli. Nel 1512 fu stipulato l'atto di donazione delle terre per costruire la chiesa di San Rocco.
Con l'istituzione della Repubblica Bresciana, il comune di Cignano fu assegnato al Cantone del Basso Oglio. L'anno seguente, dopo la confluenza dell'effimera repubblica in quella Cisalpina, entrò nel Distretto dello Strone a sua volta appartenente al Dipartimento del Mella.
Dopo la breve parentesi dell'occupazione austro-russa (1798-1799), con il riassetto della seconda repubblica cisalpina la municipalità fu inserita nel Distretto III di Verola Alghisi del dipartimento del Mella. A seguito della ristrutturazione degli enti locali operata con l'istituzione del napoleonico Regno d'Italia (giugno 1805), Cignano fu considerato comune di terza classe e fu inglobato nel Cantone I di Verolanuova del Distretto III di Verolanuova. Nel 1810 ricevette il territorio del soppresso comune di Offlaga.
Cinque anni dopo, durante il processo di compartimentazione dell'asburgico Regno Lombardo-Veneto Cignano perdette il territorio di Offlaga, che riacquistò l'autonomia municipale, e fu assegnato alla provincia di Brescia, distretto XI di Verolanuova. Con la riforma del 1853, il distretto cambiò poi numerazione diventando il XII.
Nel 1859 la popolazione, nonostante le scorrerie austriache e poi quelle francesi subite, si organizza, accoglie e assiste i feriti della battaglia di S. Martino e Solferino, trasportandoli con carri e carretti e ricoverandoli nella chiesa di S.Rocco, sulla quale venne posta l'iscrizione: "REDUCI DALL'EPICA PUGNA DEL 24 GIUGNO 1859 /AFFRATELLATI NEL DOLORE  /FURONO QUI CURATI 17 FERITI FRANCESI E 9 AUSTRIACI /COMMEMORANDO IL 50.° ANNIVERSARIO /SI RICORDANO I NOMI DEI MORTI/. Seguono i nomi di cinque austriaci e di un francese. Dopo gli eventi della seconda guerra d'indipendenza italiana e l'assegnazione delle province lombarde al Regno di Sardegna (dal 1861, Regno d'Italia), Cignano entrò nel Mandamento I di Verolanuova del Circondario VI (poi V), avente il medesimo capoluogo, della Provincia di Brescia.
Nel 1892, Francesco Danesi, ricco possidente del paese, edificò su un suo terreno, ai margini dell'abitato, una chiesetta dedicandola alla Beata Vergine di Lourdes, con vari ambienti destinati ad oratorio per la gioventù maschile, un salone dedicato al teatro, un campetto di calcio e giochi vari.
Nel 1914 fu ampliata la parrocchiale, dedicata a Sant'Andrea Apostolo.
Il Regio Decreto 12 gennaio 1928, n. 64, soppresse l'autonomia comunale e il territorio, unitamente a quello di Faverzano fu aggregato al vicino comune di Offlaga.

## Monumenti e luoghi d'interesse
- Palazzo Nobili Pontoglio: dal 1957 di proprietà comunale. Utilizzato per le scuole elementari fino alla fine dell'anno scolastico 1999/2000. Persa la funzione di scuola il comune lo adibì a centro civico, sede di associazioni (Civica scuola di musica e banda musicale Benedetto Vinaccesi, Pro loco di Cignano, coro Sant'Andrea, coro Gaudium Cantandi), sede di conferenze e attività ricreative varie. Nella parte più antica presenta lacerti di affreschi cinquecenteschi, mentre in quella di più recente costruzione gli affreschi sono novecenteschi.